# Piirissaar
Piirissaar is een eiland in Estland gelegen in het Peipusmeer. Het behoort tot de provincie Tartumaa.
Piirissaar is het grootste eiland in het Peipusmeer met een oppervlakte van 7,8 km². Het ligt ongeveer 15 kilometer van de monding van de rivier Emajõgi. Piirissaar ligt ongeveer 1 tot 2 meter boven zeeniveau.
Het eiland werd voor het eerst permanent bewoond tijdens de Grote Noordse Oorlog door een groep van orthodoxe oudgelovigen die een toevluchtsoord zochten ten tijde van de religieuze hervormingen van patriarch Nikon. De meeste inwoners zijn nog steeds volgelingen van deze godsdienst.
Er zijn drie dorpen op het eiland: Piiri, Saare en Tooni. Samen vormden ze tot in oktober 2017 de gemeente Piirissaare. Sindsdien hoort het eiland bij de gemeente Tartu vald. Het inwonersaantal is gedaald van ongeveer 700 in 1920 tot 53 in 2011. In 2021 was het aantal weer gestegen tot 104 mensen. De meeste inwoners werken in de visserij en de uienteelt.
Piirissaar wordt van noord naar zuid doorsneden door een kanaal, het Piirissaare kanal.
Vanuit Laaksaare (gemeente Räpina) wordt een veerdienst op Piirissaar onderhouden. De veerhaven van Piirissaar ligt midden op het eiland, bij het dorp Tooni. De veerboot vaart aan de zuidzijde van het eiland het kanaal binnen en vaart dan door tot Tooni.